# Neue Residenz (Halle)

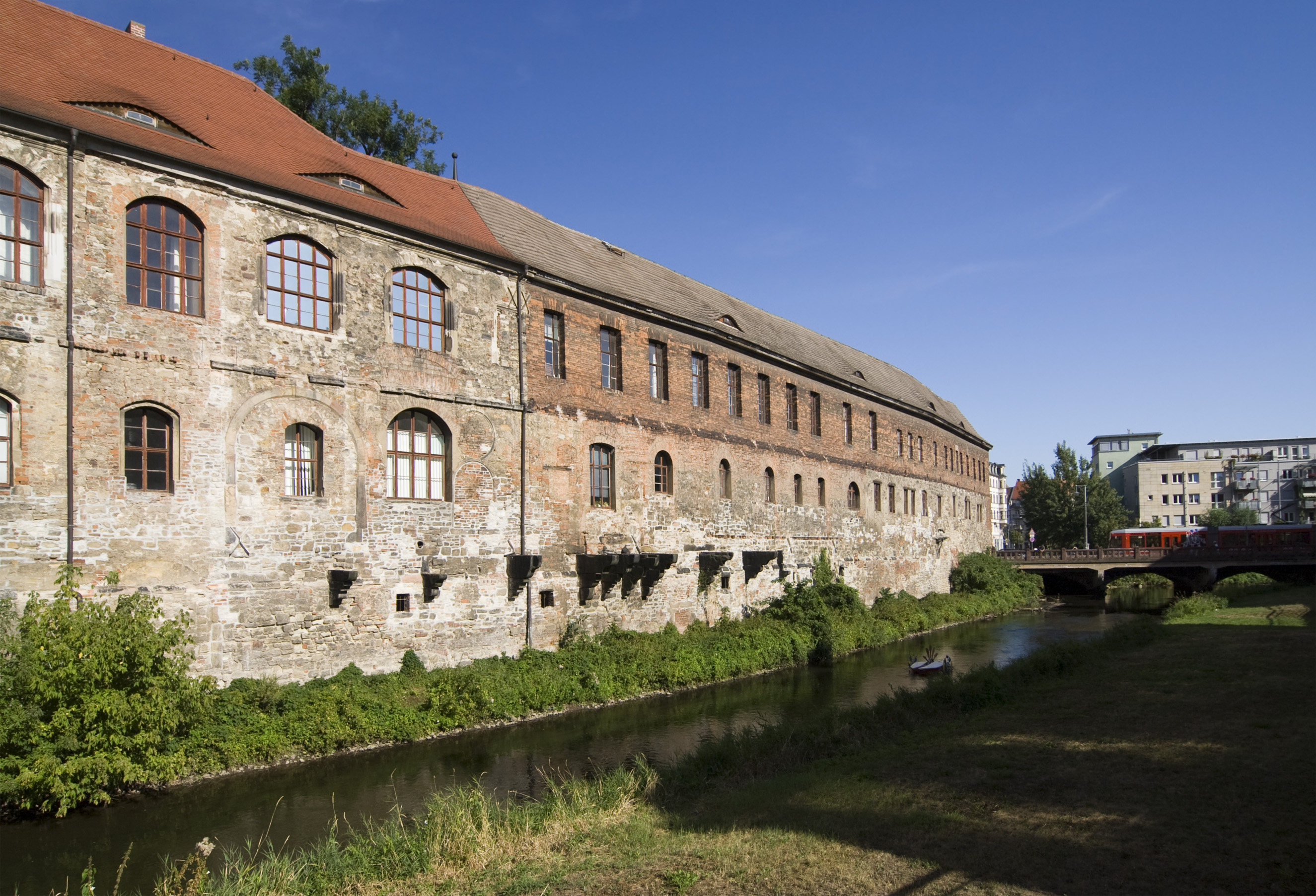
Westseite der Neuen Residenz

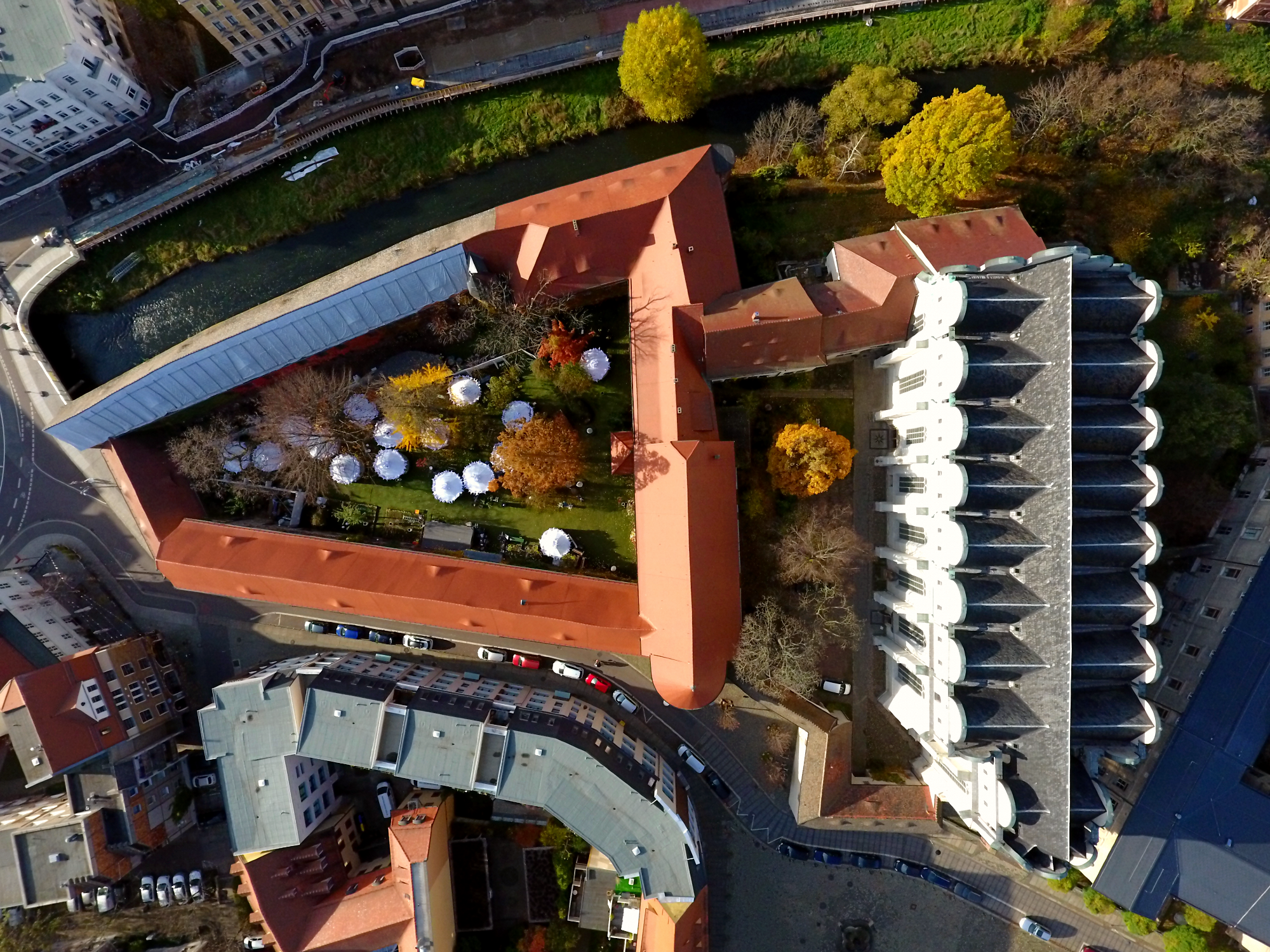
Hallescher Dom und Neue Residenz

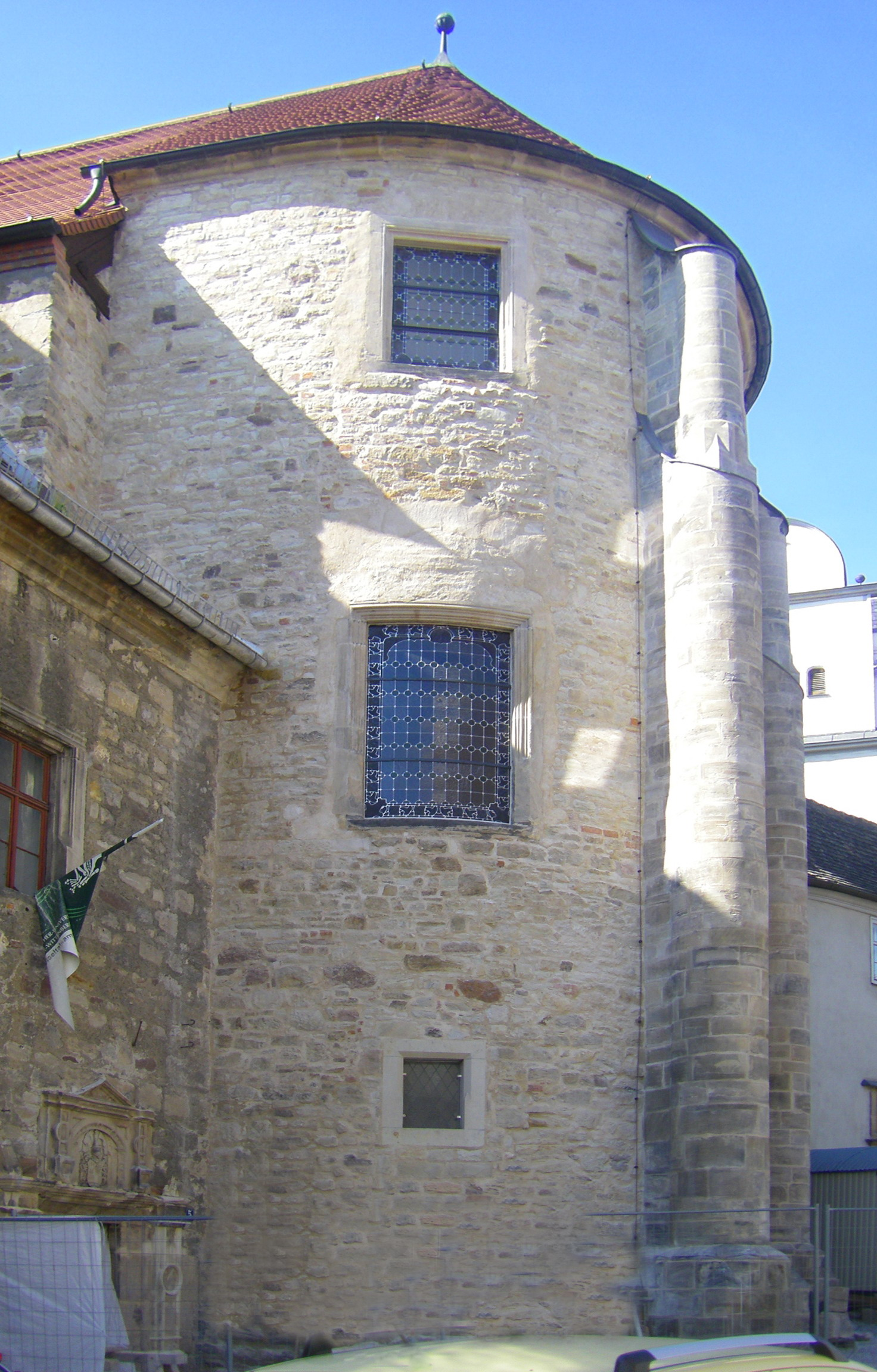
Kapelle an der Ostseite

Neue Residenz ist ab 1644 die Bezeichnung für den im Jahre 1531 als New Gebew errichteten vierflügeligen Gebäudekomplex in der Stadt Halle an der Saale. Das von Kardinal Albrecht von Brandenburg errichtete imposante Bauwerk ist Ergebnis des frühen Imports italienischer Renaissance-Ideen und -motive in den mittel- und norddeutschen Raum und eines der bedeutendsten Bauwerke der Frührenaissance in Deutschland. Es handelt sich um einen unbefestigten Baukomplex mit Residenzcharakter und mit ehemals enger Verbindung zu einem aufwändigen Garten jenseits der Stadtmauer.

## These über eine Universitätsgründung
Es wird die These vertreten, das Gebäude sei für eine neue Universität in Halle erbaut worden. Diese These muss als Minderheitsposition gelten, da sie in der aktuellen Forschung weitgehend abgelehnt wird. Nach ihr fasste in einer Zeit, in der seit ca. 1510 das universitäre Bildungswesen in Deutschland einen steten Niedergang zu verzeichnen hatte (die Immatrikulationszahlen sanken landesweit teilweise bis auf ein Viertel), Kardinal Albrecht von Brandenburg, Erzbischof von Magdeburg und Mainz, Administrator von Halberstadt, Markgraf von Brandenburg und Erzkanzler des Heiligen Römischen Reiches Deutscher Nation und damit der zweitmächtigste Mann nach Kaiser Karl V., den Entschluss zur Gründung einer katholisch-humanistischen Universität in Halle.
In seiner Apologia beschreibt der berühmte Humanist und Erfurter Universitätsrektor Crotus Rubeanus (1480–1545) Albrechts Beweggründe für seine Universitätsgründung: „Väterliches Wohlwollen gegenüber der jungen Generation habe ihn dazu bewogen; denn man sehe die Jugend lediglich dem Gewinn nachjagen, während die Studien gänzlich vernachlässigt würden. Diesem wolle Albrecht vorbeugen, wie ein guter Landwirt, der einen Baum pflanzt, dessen Früchte erst die nächste Generation erntet.“ Nach der Brandenburgischen Universität Frankfurt im Jahre 1506 war die Universität zu Halle seine zweite Universitätsgründung.
Albrechts Aktivitäten werden verständlich aus seinem humanistischen Hintergrund: Als einer der führenden Vertreter der humanistischen Bewegung agierte der wissenschaftsbegeisterte Albrecht von Brandenburg, in engem Kontakt mit großen Humanisten wie Ulrich von Hutten und Erasmus von Rotterdam, als vehementer Förderer und Verfechter der Wissenschaften. Seine humanistischen und reformkatholischen Ansätze scheiterten, wie auch die seines Mitstreiters Erasmus von Rotterdam, jedoch weitestgehend an der zunehmenden Polarisierung von Katholizismus und Reformation, aber auch an der fortschreitenden Verschlechterung der wirtschaftlichen Lage des Kardinals selbst.
Die erste hallesche Universität entwickelte sich aus dem 1520 ebenfalls von Albrecht gegründeten Neuen Stift zu Halle – einem reformierten Kollegiatstift zur besonderen Pflege der Wissenschaften und des Kultus. Bereits in dieser progressiven Einrichtung setzte er wesentliche bildungs- und religionsreformerische Ansätze in die Tat um und machte die Stadt Halle damit zum Bildungszentrum des Erzbistums. Das Stift besaß die Oberaufsicht über die wissenschaftliche Bildung im Erzbistum Magdeburg (Ausübung des Archidiakonats und des Schulrechtes im Erzstift).
Den Plan zur Erweiterung des Neuen Stifts zur „modernsten deutschen Universität nach dem Vorbild von Bologna“ fasste Albrecht bereits Anfang der 1520er Jahre. Als Vorbild für Organisation und Aufbau diente ihm des Weiteren die junge Wittenberger Universität Friedrichs des Weisen, die gleichsam eine enge Verbindung von Stift und Universität pflegte.
Am 27. Mai 1531 erhielt Albrecht das päpstliche Privilegium zur Universitätsgründung, verbunden mit der Zusage, die Güter des reichen Klosters Neuwerk für die Finanzierung der Universität verwenden zu können. Im selben Jahr berief er bedeutende Theologen als Stiftsherren und Gründungsprofessoren der Universität nach Halle.
Zeitgleich mit den Baumaßnahmen an der katholischen Universität begann im Frühjahr 1531 der Universitätsbetrieb, anfangs in den Räumen des benachbarten Kollegiatstifts, sukzessive in den fertiggestellten Räumen der Residenz. Als erster Universitätskanzler fungierte der ehemalige Propst des Neuen Stifts Michael Vehe. Als Professoren lehrten bedeutende Persönlichkeiten wie der große Humanist Johannes Crotus Rubeanus, Mitautor der berühmten Dunkelmännerbriefe. Die Universität beherbergte die Fakultäten der Jurisprudenz, Theologie, Medizin und Philosophie. Die Tatsache, dass die Universität eine Erweiterung des Neuen Stifts darstellte, erklärt auch die schlichte Bezeichnung des Ensembles zu Albrechts Zeiten als „Neuer Bau“ (New Gebew) in Absetzung zu dem „Alten Bau“ des Stifts.
Die Albrechtsche Universität beherbergte im Nordflügel zwei europaweit berühmte Bibliotheken mit äußerst wertvollen Beständen: Die Universitätsbibliothek entstand 1538 durch Integration der umfangreichen Stiftsbibliothek, durch Übernahme von Beständen aufgelöster Halleschen Klöster sowie durch Eigenerwerbungen. Die Privatbibliothek des Kardinals, die so genannte „liberey“, die aber gleichermaßen den Studenten zur Verfügung stand, enthielt neben prächtigen Kleinodien der frühen Buchdruckerkunst höchst wertvolle Bücher lateinischer und griechischer Autoren zu sämtlichen Wissensgebieten.
Albrechts großer Begeisterung für die Wissenschaften entsprangen auch seine spektakulären wissenschaftlichen Sammlungen mineralisch-geologischer, geografischer, ethnologischer und historischer Objekte, die in der 68 m langen Großen Galerie des Ostflügels untergebracht waren. Diese frühen Sammlungen bildeten im 16. Jahrhundert noch eine seltene Novität und begründeten zugleich die bis zum heutigen Tage anhaltende Tradition der Residenz als Ort wertvoller naturwissenschaftlicher Sammlungen.
Gemäß seinen humanistischen Idealen wohnte Albrecht, wie vordem schon im Neuen Stift, in der Neuen Residenz als „Gelehrter unter Gelehrten“.

## Geschichte

### Baugeschichte

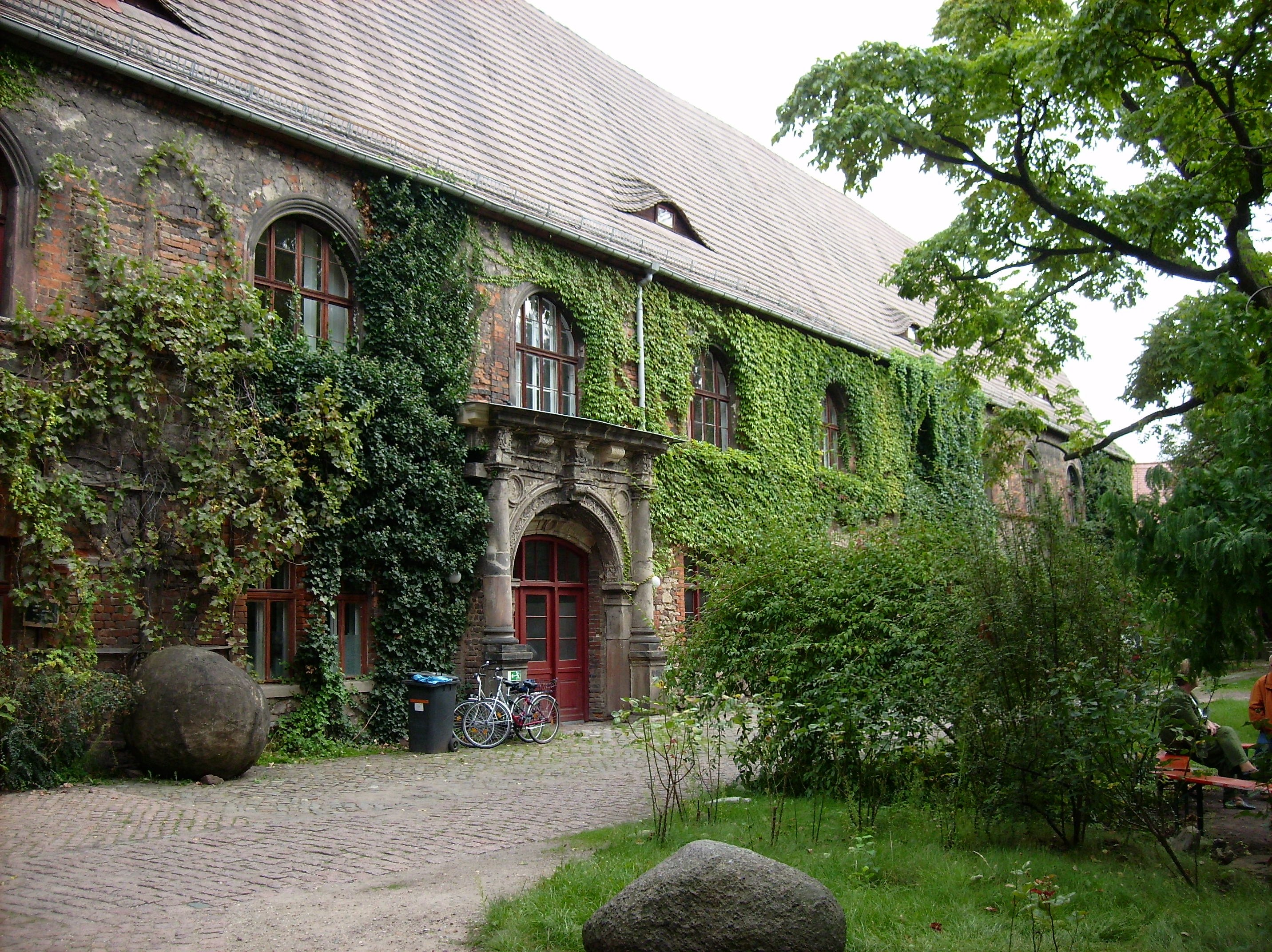
Innenhof

1530/31 ließ Albrecht das städtische Cyriakushospital unmittelbar südlich des halleschen Domes, am Ufer eines Saalearmes, abreißen und dafür das Johannishospital bis 1530 fertigstellen. Mit der Neuen Residenz wurde 1531 begonnen. Als Bauverwalter und vielleicht auch als Konzeptverfasser war bis zum September 1534 Hans von Schönitz (Schenitz) tätig, ab Mai 1533 bis 1537 ist als Architekt (Werkmeister) der Hofbaumeister der Erzbistümer Mainz und Magdeburg und des Bistums Halberstadt, Andreas Günther († 1541), nachweisbar, ab Mai 1537 Bastian Binder. In diesem Jahr wurde der Nordflügel mit der Kapelle errichtet, 1538 soll der Bau vollendet gewesen sein. Das Baumaterial kam unter anderem aus dem abgebrochenen Neuwerkstift und der alten Ulrichskirche. Noch heute sind die alten handbehauenen Steine gut zu erkennen.

### Residenz der Erzbischöfe und Administratoren
In der Folgezeit ab 1545 residierten in der Neuen Residenz die Erzbischöfe des Magdeburger Erzbistums, später auch weltliche Administratoren, insbesondere nachdem die benachbarte Moritzburg im Dreißigjährigen Krieg 1637/39 weitgehend zur Ruine geworden war.
Eine letzte große Blütezeit erlebte die Neue Residenz von 1644 bis 1680 durch den musik- und kunstliebenden Herzog August von Sachsen-Weißenfels, der ihr auch den Namen „Neue Residenz“ verlieh, in Absetzung zu der nur wenige Meter östlich gelegenen „Alten Residenz“. August entfaltete eine äußerst prachtvolle Hofhaltung und verhalf der Stadt Halle nach Kardinal Albrechts Glanzzeit zu einer letzten großen wirtschaftlichen und kulturellen Blüte. Unter anderem wurde die Neue Residenz in dieser Ära zur traditionellen Spielstätte der ersten deutschen Oper im Frühbarock und Halle derart zur führenden Opernstadt. Nach seinem Tod kam das Erzstift und damit auch die Stadt Halle gemäß den Bestimmungen des Westfälischen Friedens an das Kurfürstentum Brandenburg.

### Erneute Nutzung durch die Neue Universität
Im Jahre 1694 kam es erneut zu einer Universitätsgründung in Halle, diesmal unter protestantischen Fahnen. In seinem Gründungsprivileg erinnerte der damalige Landesherr, Kurfürst Friedrich III., stolz an sein berühmtes Familienmitglied, Kardinal Albrecht von Brandenburg, der bereits im Jahre 1531 eine Universität in Halle begründet hatte.

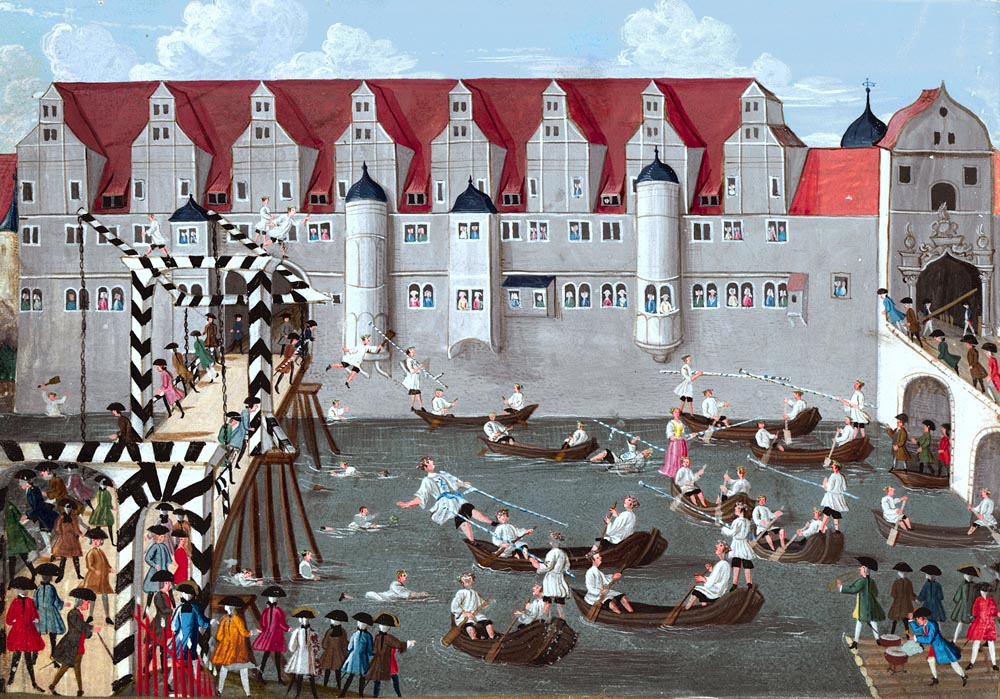
Westseite der Neuen Residenz im Jahre 1735, Serresches Stammbuch

Auch für diese neugegründete Friedrichs-Universität (Fridericiana) fungierte die Neue Residenz als Keimzelle und erste Unterkunft wertvollster und umfassendster universitärer Sammlungen europäischen Maßstabs, richtungsweisender wissenschaftlicher Einrichtungen sowie bedeutender wissenschaftlicher Gesellschaften. 1735 hatten bereits sämtliche Fakultäten, Jurisprudenz, Medizin, Theologie und Philosophie, in der Residenz ihr Domizil gefunden.
Eine drastische Erweiterung der universitären Nutzung erfuhr die Neue Residenz spätestens ab 1785 im Gefolge der Aktivitäten des rührigen Universitätskanzlers Carl Christoph von Hoffmann. Auf Erlass des Königs Friedrich Wilhelm begannen 1789 umfangreiche Bauarbeiten, die tragischerweise einen Totalverlust nahezu sämtlicher historischer Elemente des wertvollsten Baus der mitteldeutschen Frührenaissance wie Zwerchhäuser, Rundgiebel, Arkadengänge, Mühlgrabenbrücke, Wendelsteine, Erker etc. zur Folge hatten. Nach Abschluss der Bauarbeiten zogen 1791 das Anatomische Theater mit einem Präparierraum, das Naturalienkabinett Johann Friedrich Gottlieb Goldhagens sowie ein naturgeschichtliches Auditorium ins Obergeschoss des Nordwestflügels ein. Ein chemisches Laboratorium fand im Erdgeschoss sein Zuhause.
1808 wurde im Obergeschoss des Ostflügels unter der Leitung von Carl Friedrich Senff „zum Nutzen der Studirenden und jungen Aerzte“ die erste preußische Entbindungsanstalt inklusive einer Hebammenschule eingerichtet. Durch Auflösung der westfälischen Landesuniversität Rinteln gelangte deren mineralogisch-geologische Sammlung ebenfalls in den Ostflügel. Die chirurgische Klinik unter Johann Friedrich Meckel zog in den Süd- und südlichen Westflügel. Von 1809 bis 1935 nahm die universitätsnahe Naturforschende Gesellschaft Quartier, die berühmte internationale Koryphäen wie Jean-Baptiste de Lamarck, Johann Wolfgang von Goethe, Georges Cuvier, Alexander von Humboldt, Michael Faraday, Justus von Liebig als Mitglieder verzeichnete.
Die berühmte Meckelsche Sammlung wurde 1841 ebenfalls in die Residenz verbracht. 1873 ist schließlich das Gründungsjahr des Mineralogischen Instituts und Museums und 1884 öffnete im Erdgeschoss des Ostflügels in Nachfolge des Altertumsvereins das Museum für Geschichte und Altertumskunde der Provinz Sachsen seine Pforten.

### Jüngste Geschichte
Eine der letzten Etappen in der universitären Residenzgeschichte bildete 1934 die Eröffnung des Geiseltalmuseums in der Residenzkapelle Aller Heiligen. In der Zeit der DDR war die neue Residenz Heimat der Sektion Geographie der Martin-Luther-Universität sowie des Geiseltalmuseums. Aus der Sektion Geographie heraus erfolgte 1991 die Gründung des Fachbereichs Geowissenschaften mit Seminar-, Labor- und Büroräumen im gesamten Nord- und Westflügel. Die 475-jährige universitäre Residenzgeschichte endet 2003 mit dem Auszug des größten Teils dieses Fachbereichs in den Weinberg Campus. Das Geiseltalmuseum war mehrere Jahre für die Öffentlichkeit geschlossen, ist aber seit Mai 2018 an alter Stelle wieder öffentlich zugänglich. Die Geiseltalsammlung befindet sich bis heute (Stand Juni 2021) in den Räumen der Neuen Residenz.
Im Jahre 2003 wurde der Neue Residenz e. V. gegründet. Öffentlich erklärtes Ziel des Vereins war es, die Neue Residenz als geschichtsträchtigen und identitätstragenden Ort in der Stadt Halle zu stärkerer Wahrnehmung zu verhelfen. Dazu sollte die Neue Residenz in ihrer baulichen Substanz saniert und der Allgemeinheit Schritt für Schritt als lebendige Heimstatt kultureller, wissenschaftlicher und wirtschaftlicher Begegnung und Bildung zugeführt werden. Der Gebäudekomplex blieb jedoch nahezu ungenutzt und weitgehend unsaniert. Der Verein hat sich 2008 aufgelöst.
Das Land Sachsen-Anhalt versuchte seit Anfang der 2000er mehrfach den Gebäude-Komplex zu verkaufen, ohne jedoch bisher einen Käufer zu finden. Der hallesche Stadtrat hat im Dezember 2018 eine Resolution gegen den Verkauf der Neuen Residenz beschlossen. Der Oberbürgermeister der Stadt Halle wurde beauftragt, sich beim Land dafür einzusetzen, dass die Neue Residenz als bedeutendes kulturhistorisches Bauwerk nachhaltig durch das Land Sachsen-Anhalt saniert und einer angemessenen Nutzung zugeführt wird.

## Beschreibung

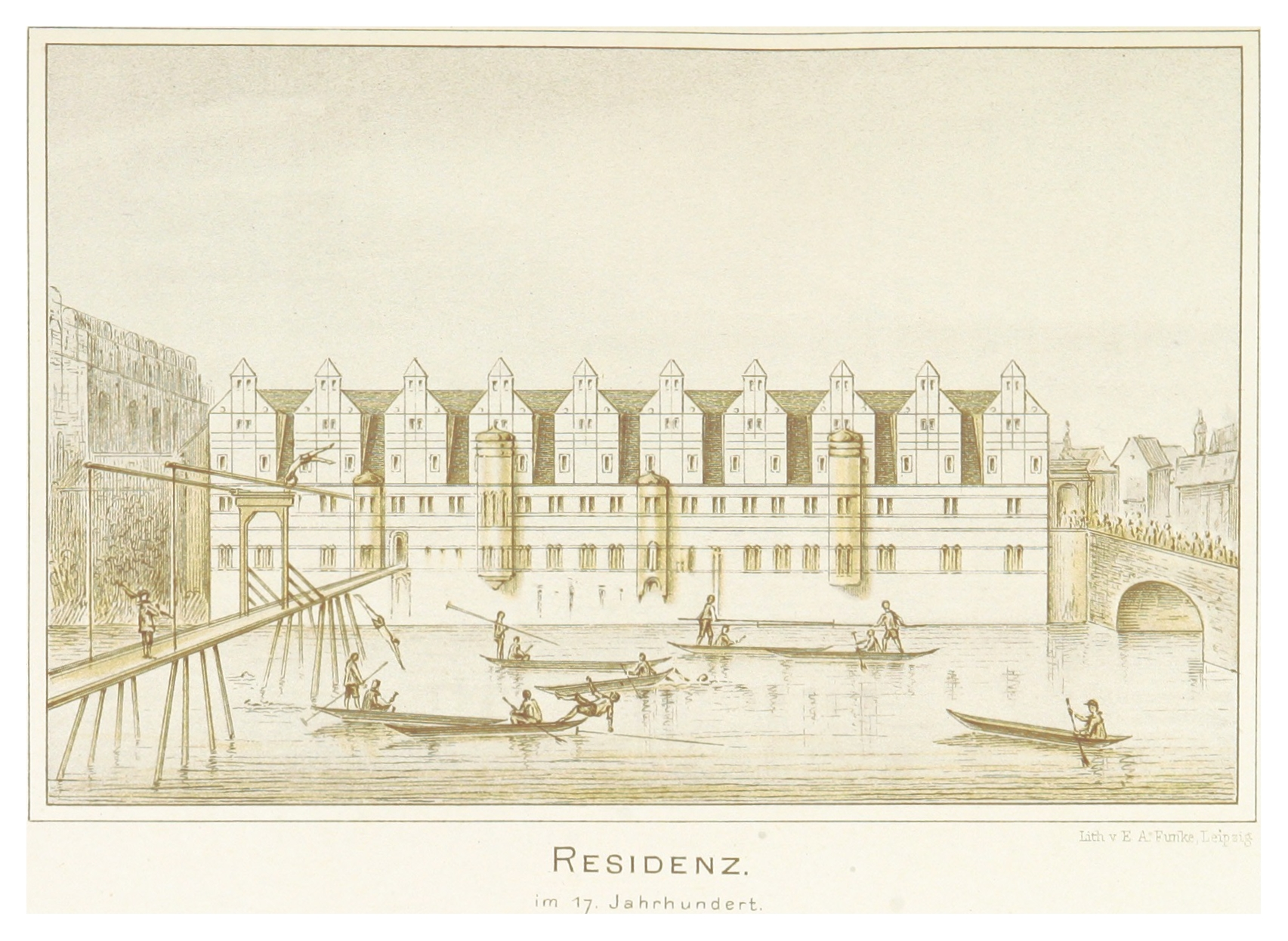
Die Residenz (als Kulisse eines Volksfestes) im 17. Jahrhundert

Die Neue Residenz zählt neben der Moritzburg als der prächtigste Profanbau der Frührenaissance in Halle. Die Neue Residenz ist Ergebnis eines frühen Imports italienischer Renaissance-Formen in den mittel- und norddeutschen Raum. Die über einem unregelmäßigen Viereck errichtete Vierflügelanlage befindet sich neben dem halleschen Dom und stieß im Süden an das heute nicht mehr vorhandene Klaustor. An der Westseite fließt der Mühlgraben, ein Arm der Saale.
Die ursprünglich verputzten Bruchsteinbauten waren allseitig von einem Kranz hoher Zwerchhäuser und wie der Dom mit welschen Giebeln versehen. Die Saaleseite gliedert eine Abfolge von vier geschossübergreifenden Erkern. Der Ostflügel öffnete sich zum Hof hin im Erdgeschoss als 68 Meter lange Halle mit Mittelstützen und Arkaden, der Raum darüber diente als Galerie.
Die flachbogigen Arkaden des Innenhofes, getragen von kräftigen toskanischen Säulen, sind heute größtenteils zugesetzt, die Dachgauben mit Rundbogenaufsätzen wurden abgetragen. Auf der Nordseite, parallel zum Dom, befindet sich die 1539 vollendete Kapelle „Aller Heiligen“. Sie ist ein typischer Übergangsbau von der Gotik zur Renaissance. Die runden Strebpfeiler und die rechteckigen Fenster gelten als ein Versuch, neue vorgotische, d. h. antike Formen zu finden. Der Arkadengang von der Kapelle zum Dom ist noch teilweise erhalten. Im Ostflügel wurde ein großes Spätrenaissanceportal eingefügt. Außerdem wurden in diesem Teil zwei romanische Säulen sowie im Nordflügel ein romanisches Portal von dem 1531 abgerissenen Kloster Neuwerk eingebaut. Sie sind hervorragende Arbeiten aus der Zeit um 1180/1200.
Umbauten im späten 18. und im 19. Jahrhundert, verbunden mit einer starken Reduzierung der Bauformen, stutzen die Neue Residenz zu einer Art Rohbau. So verlor auch die repräsentative Saalefront ihre charakteristischen Zwerchgiebel, Erker und Balkone. Die Träger und Stützen sind noch heute im Mauerwerk zu sehen.
Das Dach wurde zwischen 1988 und 1993 erneuert, doch ist der Sanierungsbedarf an dem Gebäude erheblich.

## Innenhof

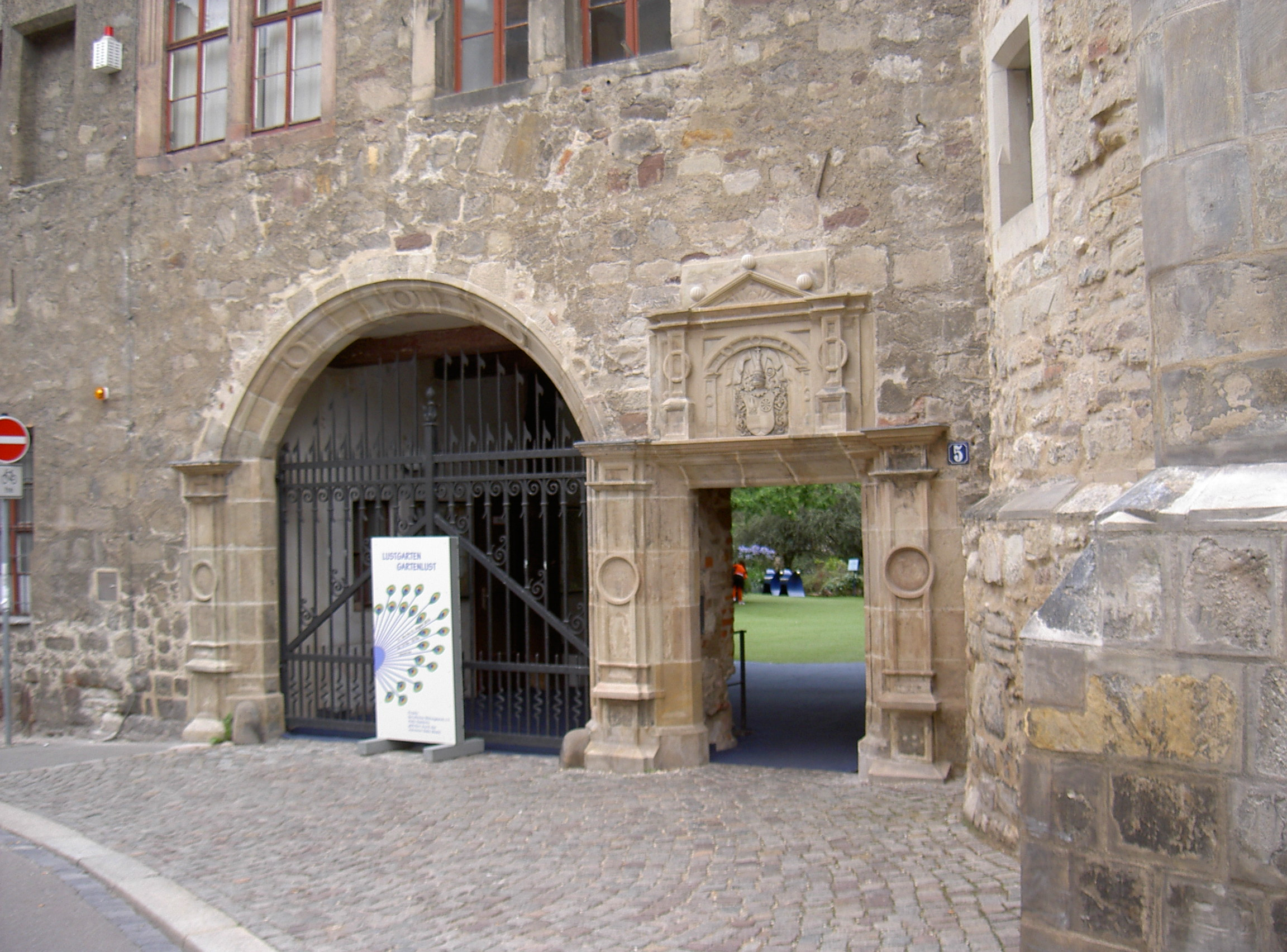
Halle Neue Residenz Eingang zum Innenhof

Seit 2009 gestaltet der Berufliche Bildungswerk e. V. Halle-Saalekreis (BBW) im Innenhof der Neuen Residenz jährlich von Mai bis August einen thematischen Garten auf ca. 1.600 Quadratmetern. Gefördert wird das Projekt durch das Jobcenter, bei dem Langzeitarbeitslose in rund 15.000 bis 20.000 Arbeitsstunden das Gartenkonzept als geförderte Arbeitsgelegenheit handwerklich umsetzen. Jährlich verzeichnen die Kunstgärten bei freiem Eintritt rund 125.000 Besucher.
Folgende Themen wurden in den letzten Jahren umgesetzt: 2009: Barockgarten, 2010: Wasserspiele – Lebendiges Wasser, 2011: Rosengarten, 2012: Italienischer Landschaftsgarten, 2013: Kunstgarten, 2014: Höfischer Lustgarten, 2016: SommerNATURgarten, 2017: Paradiesgarten, 2018: Traumgarten und im Herbst Kirmes Gigantikum, 2019: Hallo Frühling und Folgeprojekt Musenhof, 2021: Osterwelten.